# Lezama
Lezama è un comune spagnolo di 2 113 abitanti situato nella comunità autonoma dei Paesi Baschi.
Distante poco meno di 15 chilometri dal capoluogo Bilbao, ospita il centro Lezama, struttura tecnico-logistica della squadra di calcio Athletic Bilbao.